# سارة كوربيت
سارة كوربيت (بالإنجليزية: Sarah Corbett)‏ هي كاتِبة وشاعرة بريطانية، ولدت في 1970 في تشستر في المملكة المتحدة.